# La Bastida de Sort
La Bastida de Sort es una localidad perteneciente al municipio de Sort, en la provincia de Lérida, comunidad autónoma de Cataluña, España. En 2019 contaba con 40 habitantes.